# 죽도 서핑 다이어리
《죽도 서핑 다이어리》(Jukdo Surfing Diary)는 2020년 개봉한 대한민국의 드라마 영화로, 이현승이 감독을 맡았다.

## 출연
주연
- 전혜빈 : 수정 역
- 정태우 : 호석 역
- 오광록 : 청록 역
- 박호산 : 정원 역

조연
- 김비주 : 비주 역

## 수상 목록
- 제20회 전주국제영화제(2019년) 코리아 시네마스케이프 초청작